# Décompte d'hiver
 (juillet 2024).
La mise en forme du texte ne suit pas les recommandations de Wikipédia : il faut le « wikifier ».
Les points d'amélioration suivants sont les cas les plus fréquents. Le détail des points à revoir est peut-être précisé sur la page de discussion.
- Les titres sont pré-formatés par le logiciel. Ils ne sont ni en capitales, ni en gras.
- Le texte ne doit pas être écrit en capitales (les noms de famille non plus), ni en gras, ni en italique, ni en « petit »…
- Le gras n'est utilisé que pour surligner le titre de l'article dans l'introduction, une seule fois.
- L'italique est rarement utilisé : mots en langue étrangère, titres d'œuvres, noms de bateaux, etc.
- Les citations ne sont pas en italique mais en corps de texte normal. Elles sont entourées par des guillemets français : « et ».
- Les listes à puces sont à éviter, des paragraphes rédigés étant largement préférés. Les tableaux sont à réserver à la présentation de données structurées (résultats, etc.).
- Les appels de note de bas de page (petits chiffres en exposant, introduits par l'outil «  Source ») sont à placer entre la fin de phrase et le point final[comme ça].
- Les liens internes (vers d'autres articles de Wikipédia) sont à choisir avec parcimonie. Créez des liens vers des articles approfondissant le sujet. Les termes génériques sans rapport avec le sujet sont à éviter, ainsi que les répétitions de liens vers un même terme.
- Les liens externes sont à placer uniquement dans une section « Liens externes », à la fin de l'article. Ces liens sont à choisir avec parcimonie suivant les règles définies. Si un lien sert de source à l'article, son insertion dans le texte est à faire par les notes de bas de page.
- La présentation des références doit suivre les conventions bibliographiques. Il est recommandé d'utiliser les modèles {{Ouvrage}}, {{Chapitre}}, {{Article}}, {{Lien web}} et/ou {{Bibliographie}}. Le mode d'édition visuel peut mettre en forme automatiquement les références.
- Insérer une infobox (cadre d'informations à droite) n'est pas obligatoire pour parachever la mise en page.

Pour une aide détaillée, merci de consulter Aide:Wikification.
Si vous pensez que ces points ont été résolus, vous pouvez retirer ce bandeau et améliorer la mise en forme d'un autre article.
 (juillet 2024).

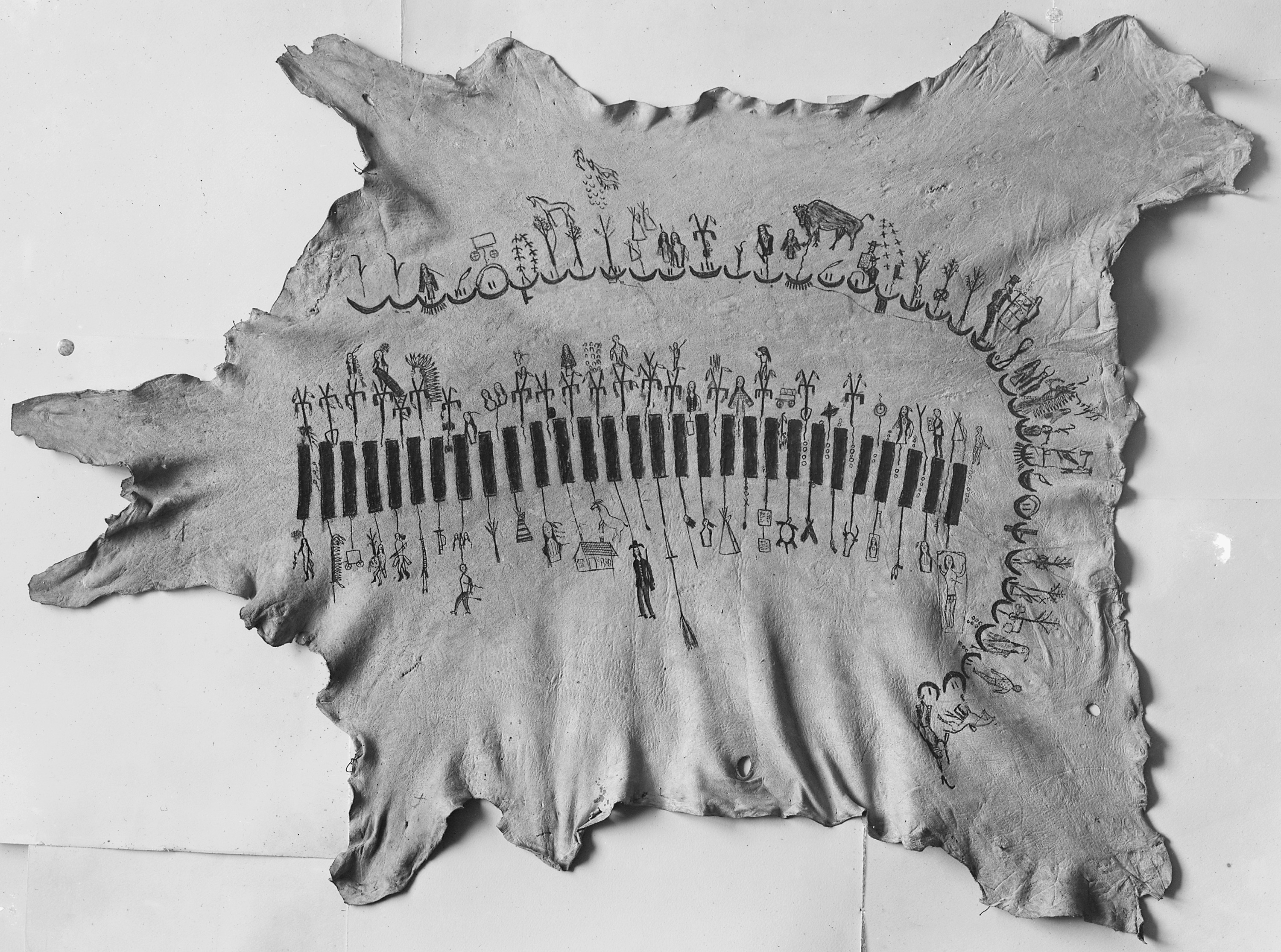
Le décompte hivernal kiowa par Anko couvre les étés et les hivers pendant 37 mois, 1889-92, ca. 1895. Administration des archives et archives nationales

Les décomptes d'hiver (en lakota : waníyetu wówapi ou waníyetu iyáwapi) sont des supports d'information de type calendriers d'évènements ou succession d'évènements historiques sur lesquels les Amérindiens d'Amérique du Nord notaient les évènements importants. Les Pieds-Noirs, les Mandans, les Kiowas, les Lakotas et d'autres peuples des Plaines utilisaient les décomptes hivernaux de façon régulière. Une centaine de dénombrements hivernaux sont encore conservés, dont beaucoup sont des doublons.

## Description

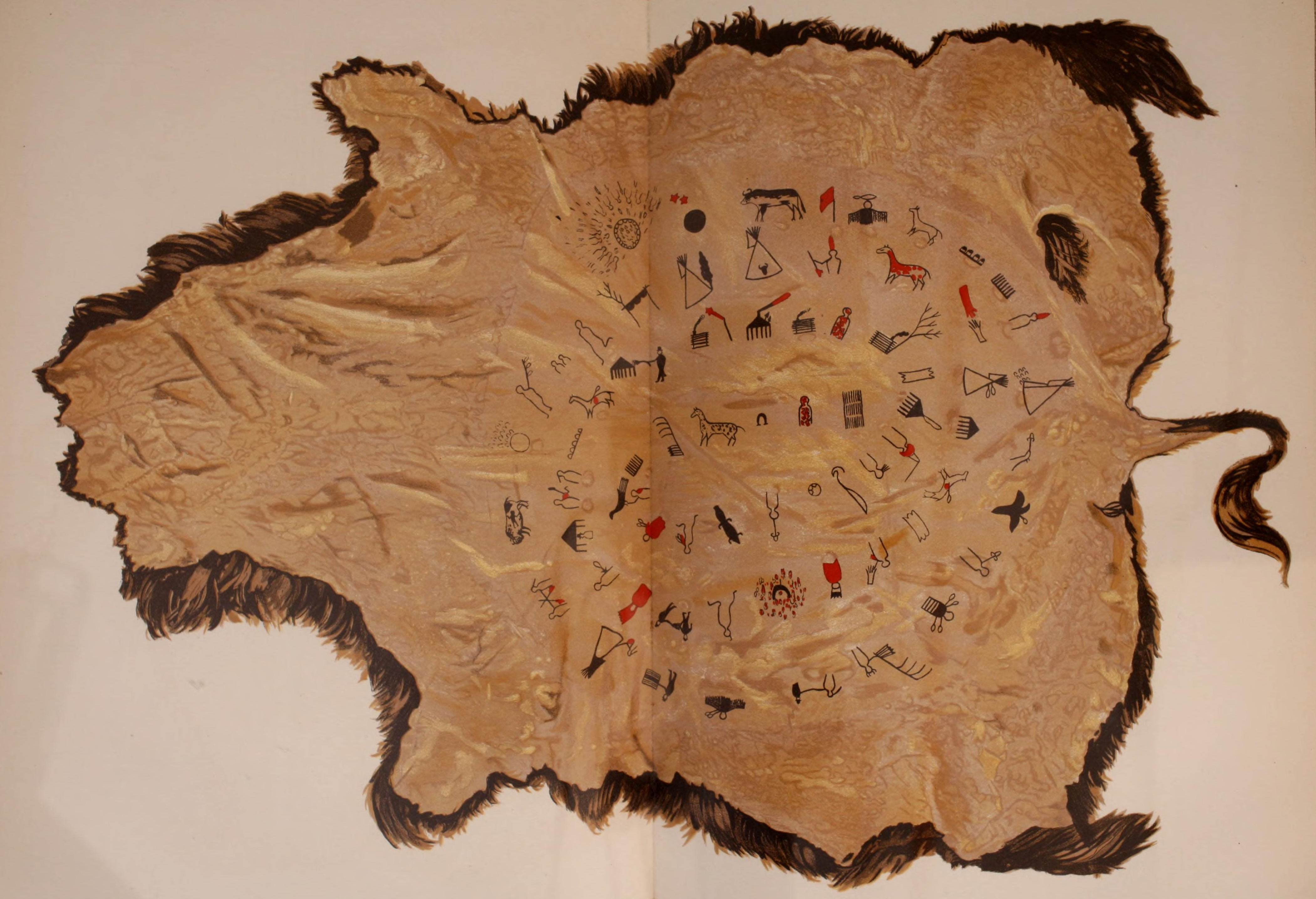
Une copie du décompte hivernal tenu par Lone Dog, Sioux Yanktonai.

Les décomptes d'hiver sont des calendriers sous forme de représentation picturale, traditionnellement peints sur des peaux de bison, qui présentent successivement les événements les plus remarquables d'une série d'années. Le terme décompte d'hiver lui-même vient du nom lakota waniyetu wowapi, « waniyetu » se traduisant par « hiver » tandis que « wowapi » fait référence à « tout ce qui est marqué et peut être lu ou compté ». La plupart des décomptes hivernaux ont un seul pictogramme symbolisant chaque année, basé sur l'événement le plus mémorable de cette année. Pour le peuple Lakota, les années s'écoulaient entre les premières chutes de neige et les premières chutes de neige de l'année suivante. Les décomptes hivernaux des Kiowas comportent généralement deux marques par an : une pour l'hiver et une pour la danse du Soleil en été. Les glyphes représentant la succession des événements marquants servaient de référence. Elles pouvaient être consultées en cas de doute sur la séquence chronologique.
À l’instar d’autres traditions des nations autochtones d’Amérique du Nord, les décomptes hivernaux étaient utilisés comme documents mnémotechniques afin d’aider à structurer des récits plus complets de l’histoire qui seraient transmis oralement. Les peuples autochtones d’Amérique du Nord disposaient de nombreuses façons de consigner l’histoire au cours de la période pré-européenne qui ne dépendaient pas de l’écriture alphabétique. En l'absence de documents écrits, la tradition orale était un aspect extrêmement important des modes de vie autochtones et constituait le principal moyen de transmission des connaissances de génération en génération. Souvent, des images ou d’autres dispositifs mnémotechniques étaient utilisés comme guides pour la pratique de la transmission orale. C'est particulièrement le cas dans la tradition culturelle Sioux de préservation de l'histoire orale sous la forme de décomptes hivernaux. Situés dans les Grandes Plaines du Nord, les peuples Dakota, Nakota et Lakota ont physiquement enregistré les événements importants de chaque année sur divers matériaux avant mais également après leur contact avec les colons.
L'analyse des décomptes hivernaux permet de déduire l'année correspondante au glyphe par comparaison à d'autres sources. Par ailleurs, les similitudes entre certains décomptes hivernaux démontrent également les relations entre tribus, reflétant les systèmes d'alliances inter-tribus caractéristiques des populations des Grandes Plaines.Les chercheurs ont noté que les décomptes hivernaux de Lone Dog, The Flame, The Swan et Major Bush sont très similaires pour cette raison ; parce que ces tribus vivaient à proximité et interagissaient souvent les unes avec les autres.
Les décomptes hivernaux des Lakota révèlent des liens historiques précoces et importants avec les commerçants européens. Ces liens sont déjà observables dans la période qui précède l'expédition Lewis et Clark qui conduira à l'extrême marginalisation et à l'oppression des peuples autochtones d'Amérique du Nord. De la fin des années 1870 au début des années 1880, des copies de décomptes hivernaux (notamment l’American Horse, le Cloud Shield et le Battiste Good) ont été commandées par des collectionneurs européens en tant qu’objets ethnographiques autochtones.

## Création de décomptes hivernaux
Traditionnellement, chaque bande choisissait un seul "gardien du décompte hivernal". Jusqu'au XXe siècle, ces gardiens étaient toujours des hommes. Ils consultaient les anciens de la tribu pour parvenir à un consensus sur le choix d'un nom pour l'année. Le gardien choisissait son successeur qui était souvent un membre de sa famille. Dans de nombreux cas, les décomptes d'hiver étaient enterrés avec leurs gardiens à leur décès, de sorte que de nombreux décomptes hivernaux étaient des copies recréées réalisées par un apprenti ou un collectionneur.
Jusqu'à la fin du XIXe siècle, les décomptes hivernaux étaient enregistrés sur les peaux de bisons. Lorsque les bisons sont devenus rares, les gardiens du décompte hivernal ont eu recours à la mousseline, au lin ou au papier. Les pictogrammes correspondant à chaque année commençaient sur le côté gauche ou droit de la surface de dessin et pouvaient être tracés en lignes, en spirales ou en serpentins. Les maladies épidémiques étaient couramment décrites dans les décomptes hivernaux, fournissant des documents historiques sur les effets des maladies sur les tribus. En étudiant les récits écrits des commerçants de fourrures, des missionnaires et du personnel militaire de l'époque et du lieu d'origine d'un décompte hivernal, les chercheurs acquièrent une compréhension plus large des effets des épidémies.
De nos jours, les décomptes hivernaux sont des sources historiques de grande valeur pour la reconstitution de la chronologique des évènements majeurs concernant les amérindiens des grandes plaines. Ils permettent également de mieux comprendre le point de vue de ces peuples sur leur expérience du processus de colonisation.
La colonisation du XIXe siècle a conduit à la marginalisation de nombreux groupes de Sioux. Du fait de l'absence de registre écrit (d'un point de vue européen) des Sioux, leur histoire a été largement ignorée dans les récits historiques américains, qui sont principalement basés sur des sources écrites.

## Datation
Garrick Mallery, un chercheur du Smithsonian, a reconnu que l'un de ces événements, "L'année où les étoiles sont tombées", était corrélé avec la tempête de météores Léonides de novembre 1833. Il a utilisé cet événement pour corréler les décomptes hivernaux des Lakotas avec les calendriers occidentaux et analyser l'histoire de ce peuple.

## Décomptes hivernaux connus

### Oglala Lakota
- Tradition 1: No Ears, John Colhoff, Flying Hawk, Baptiste Garnier
- Tradition 2: Short Man
- Tradition 3: White Cow Killer
- Tradition 4: Iron Crow, Wounded Bear
- Tradition 5: Red Horse Owner
- Tradition 6: Cloud Shield
- Tradition 7: American Horse
- Tradition 8: Breast

### Brulé Lakota
- Battiste Good et High Hawk
- Rosebud
- Swift Bear
- Swift Dog
- Iron Shell

### Hunkpapa Lakota
- Iron Dog
- Lone Dog
- Long Soldier
- Major Bush

### Miniconjou Lakota
- Swan
- Thin Elk / Wata Peta (Steamboat), 1821-1877[5]

### AutresLakotasetDakotas
- Hardin Winter Count
- Mato Sapa
- Northern
- The Flame
- Lone Dog's winter count[6],[7]

### Pieds-Noirs
- Bad Head, 1810-1883, oral count recorded[8]
- Bull Plume, 1794-1924, survives only as copied drawings from 1912[8]
- Percy Creighton, 1831-1938[9]

### Mandans
- Butterfly, 1833-1870s[10]
- Foolish Woman, 1833-1870s[10]

### Kiowas
- Tohausen[11]
- Silver Horn, 1860-1940[10]
- Haba, 1828-1909[12]
- Settan, 1833-1892[12]
- Anko Seasonal, 1864-1892; and Anko Monthly, August 1889-August 1892[13]
- Harry Ware, 1860-1887[14]
- Quitone, 1825-1921[15]